# Юнгханс, Зигфрид
Зигфрид Юнгханс (нем. Siegfried Junghans; 3 июля 1887, Шрамберг, Фрайбург — 5 сентября 1954, Шорндорф, Баден-Вюртемберг) — немецкий учёный-металлург, изобретатель.

## Биография
Сын часовщика. С 1906 по 1909 г. учился в военно-морском училище. До 1914 служил офицером в Имперском флоте Германии. Участник Первой мировой войны. Командир торпедного катера, некоторое время командовал отрядом катеров во Фландрии.
После окончания военной карьеры, изучал металлургию и аналитическую химию в Штутгарте.
С 1919 по 1936 работал на предприятии Шварцвальд AG, в 1923—1936 — руководитель «Schwarzwälder Metallhandel AG». Был членом совета директоров Gebr. Junghans AG, Schramberg (1927—1931).
В 1927 году Зигфрид Юнгханс разработал технологию непрерывной разливки цветных металлов. На промышленной выставке в том же году представил свою технологию непрерывной разливки цветных металлов, с помощью так называемой «карусели». Впоследствии, «карусель» была построена сразу на нескольких технологических переделах: на медеплавильном, анодном, кобальтовом и никелевом производствах металлургических комбинатов мира, в том числе, в СССР (Норильск).
В 1943 году изобрёл подвижный кристаллизатор для разливки заготовок.